# Скаршево (Члуховський повіт)
Скаршево (пол. Skarszewo) — село в Польщі, у гміні Члухув Члуховського повіту Поморського воєводства.
Населення — 49 осіб (2011).
У 1975—1998 роках село належало до Слупського воєводства.

## Демографія
Демографічна структура станом на 31 березня 2011 року:
|          | Загалом | Допрацездатний вік | Працездатний вік | Постпрацездатний вік |
| -------- | ------- | ------------------ | ---------------- | -------------------- |
| Чоловіки | 30      | 7                  | 20               | 3                    |
| Жінки    | 19      | 2                  | 13               | 4                    |
| Разом    | 49      | 9                  | 33               | 7                    |